# Кирха памяти императора Фридриха в Кальтхофе
Кирха памяти императора Фридриха в Кальтхофе (нем. Kaiser Friedrich Gedächtniskirche) — кирха в Кальтхофе (район Кёнигсберга), построенная в память об императоре Фридрихе III. В начале XX века произошло формирование военного городка в Кальтхофе (р-н в конце улицы Гагарина, кольца трамвая № 4), для военнослужащих и жителей окрестных домов было принято решение построить кирху.
Первый камень в основание кирхи заложен в 1905 году, строительство было закончено в 1907 году. Строительством руководил мастер Зибольт-Бетер (Siebolt-Bether). Неоготическая архитектура постройки имитировала орденские церкви.
Большинство деталей интерьера было изготовлено из дерева, украшенного неоготической резьбой.
В 1931 году здание подверглось капитальному ремонту, была также переделана система отопления.
После войны руины этого сооружения стояли до середины 80-х годов, когда были окончательно снесены при строительстве жилого дома.